# Clotiazépam
Le clotiazépam est une substance chimique de la famille des thiénodiazépines, notamment commercialisée sous le nom de Vératran (en France) ou Clozan (en Belgique). Son mode d'action est le même que celui des benzodiazépines ; comme les autres molécules de cette famille, elle possède des propriétés anxiolytiques, hypnotiques, anticonvulsantes, amnésiantes et myorelaxantes, mais elle est surtout utilisée comme anxiolytique, afin de lutter contre les symptômes gênants de l'anxiété. Son efficacité comme somnifère est aussi satisfaisante avec une absence d'effets délétères sur le sommeil paradoxal même à forte dose. 
Il est fabriqué depuis les années 1980 au Japon, et produit en France par Rottendorf à Valenciennes pour le titulaire Amdipharm,.

## Pharmacologie
Le clotiazépam est en effet un modulateur positif complet des récepteurs GABAA, ce qui explique que cette benzodiazépine en possède les 5 effets habituels.
Tout comme les nombreux produits apparentés, le clotiazépam influence l'action du GABA en renforçant l'activité des récepteurs GABA-A-alpha, activés de manière naturelle par le corps. On parle alors d'un modulateur allostérique positif. Contrairement au barbital, ce produit n'est pas un agoniste de ces récepteurs et ne fait que renforcer leur activité lors de leur activation naturelle (ou bien par le fait d'un autre agoniste, comme l'alcool) ce qui limite quelque peu les risques de surdosage.
On estime que 10 mg de diazépam sont équivalents à une dose de 5 à 10 mg de clotiazépam. Sa demi-vie d'élimination est très courte avec 4 heures en moyenne ce qui lui confère une durée d'action assez brève pour un anxiolytique. De plus, son élimination rapide empêche l'accumulation en cas d'usage quotidien ce qui limite quelque peu l'apparition d'une accoutumance à ses effets. La présence d'un groupe méthyle au dessus de son cycle diazépine lui donne un caractère plus lipophile, ce qui accélère son absorption dans le système nerveux central. Son délai d'action est donc court (Tmax ≈ 1 h), comparable à celui du Valium ou du Xanax.

## Formes galéniques
Il existe en France des boîtes de 30 comprimés de 5 mg qui sont vert pâle. Il existe également des boîtes de 30 comprimés de 10 mg qui sont jaune pâle.

## Effets indésirables
Les effets indésirables à déplorer sont les mêmes que pour les autres produits de sa classe, avec notamment une certaine somnolence, ainsi que des pertes de mémoire (affectant surtout la mémoire épisodique et la mémoire sémantique). Les risques de rencontrer ces complications varient de façon notoire en fonction des doses.
S'il est utilisé sur le long terme et a fortiori en grandes quantités, il peut mener à une tolérance et une dépendance non négligeable. Utilisé à des doses modérées ou seulement occasionnellement, il présente cependant (tout comme les autres médicaments de sa classe,,) un profil addictogène réduit.
Une étude récente a mis en exergue le rôle possible de certaines benzodiazépines dans le développement de la maladie d'Alzheimer. Toutefois, leur rôle dans l'apparition de ces symptômes est contredit par des études et analyses contradictoires. Divers travaux académiques débouchent sur des conclusions très différentes; davantage de recherche est nécessaire pour s'exprimer avec aplomb sur le rôle de ces médicaments vis-à-vis des cas de démence ou de certains cancers.

## Métabolisme
Le foie métabolise le produit par oxydation en 3-hydroxy-clotiazépam et en déméthylclotiazépam. Ces métabolites sont quelque peu actifs mais ne rallongent pas la durée d'action du médicament de façon discernable.

## Version thiophène du diclazépam
Le clotiazépam est la version thiophène du diclazépam : au lieu du cycle benzène avec un atome de chlore, il y a un cycle thiophène avec son atome de soufre, ses quatre atomes de carbone, ses deux doubles liaisons et son groupement éthyle. Les propriétés dues au chlore en position R2' et le fait que la substitution ne semble pas modifier sur les effets entre les deux médicaments font qu'il reste une benzodiazépine puissante. La différence est dans la demi-vie : le diclazépam a une demi-vie de plus de cinq jours, alors que le clotiazépam a une demi-vie de quatre heures, ce qui est l'extrême inverse.
Le produit est également semblable à l'etizolam, utilisé notamment en Italie.